# Wapella
Wapella és una població dels Estats Units a l'estat d'Illinois. Segons el cens del 2000 tenia 651 habitants.

## Demografia
Segons el cens del 2000, Wapella tenia 651 habitants, 253 habitatges, i 184 famílies. La densitat de població era de 457 habitants/km².
Dels 253 habitatges en un 35,6% hi vivien nens de menys de 18 anys, en un 60,9% hi vivien parelles casades, en un 8,7% dones solteres, i en un 26,9% no eren unitats familiars. En el 24,1% dels habitatges hi vivien persones soles el 12,6% de les quals corresponia a persones de 65 anys o més que vivien soles. El nombre mitjà de persones vivint en cada habitatge era de 2,57 i el nombre mitjà de persones que vivien en cada família era de 3,04.
Per edats la població es repartia de la següent manera: un 26,6% tenia menys de 18 anys, un 11,1% entre 18 i 24, un 31,3% entre 25 i 44, un 20,3% de 45 a 60 i un 10,8% 65 anys o més.
L'edat mediana era de 32 anys. Per cada 100 dones de 18 o més anys hi havia 92,7 homes.
La renda mediana per habitatge era de 38.000 $ i la renda mediana per família de 44.063 $. Els homes tenien una renda mediana de 34.844 $ mentre que les dones 21.957 $. La renda per capita de la població era de 17.395 $. Aproximadament el 5,5% de les famílies i el 8,1% de la població estaven per davall del llindar de pobresa.

## Poblacions més properes
El següent diagrama mostra les poblacions més properes.